# 다케노촌 (효고현)
다케노촌(竹野村)은 효고현 기노사키군에 설치되었던 촌이다. 현재의 도요오카시에 해당한다.
1955년 다케노촌, 산쇼촌, 나카다케노촌, 오쿠다케노촌과 합병해, 새로운 다케노촌이 되었기 때문에 폐지되었다.